# Giulio Canani
Giulio Canani (Ferrara, 1524 – Ferrara, 27 novembre 1592) è stato un cardinale e vescovo cattolico italiano.

## Biografia
Nacque nel 1524 da Luigi Canani e Lucrezia Brancaleone, si laureò in diritto canonico e civile all'Università di Ferrara. Apparteneva a una delle più antiche famiglie ferraresi, favorita dagli Estensi e con il loro appoggio riuscì a trasferirsi giovanissimo a Roma al seguito di Baldovino de' Giocchi Del Monte.
Il 26 novembre 1554 fu eletto vescovo di Adria e fu consacrato il 30 dicembre successivo nella sacrestia della Basilica vaticana da Giovanni Giacomo Barba, vescovo di Terni, sacrestano papale, assistito da Cristoforo de Spiritibus, patriarca titolare di Gerusalemme e da Dionisio de Robertis, arcivescovo di Manfredonia. Dal 2 febbraio 1562 al 1563 prese parte al Concilio di Trento.
Papa Gregorio XIII lo elevò al rango di cardinale nel concistoro del 12 dicembre 1583.
Morì il 27 novembre 1592 a Ferrara e fu sepolto nella sacrestia della chiesa di San Domenico.

## Genealogia episcopale e successione apostolica
La genealogia episcopale è:
- Cardinale Girolamo Grimaldi
- Arcivescovo Martinho de Portugal
- Arcivescovo Alfonso Oliva, O.S.A.
- Vescovo Girolamo Maccabei de Toscanella
- Vescovo Giovanni Giacomo Barba, O.S.A
- Cardinale Giulio Canani

La successione apostolica è:
- Vescovo Paolo Leoni (1578)
- Vescovo Orazio Giraldi (1592)